# Puig del Pi Bord
El Puig del Pi Bord és una muntanya de 166 metres que es troba al municipi de Colera, a la comarca catalana de l'Alt Empordà.